# Egbertus Pelinck
Egbertus (Egbert) Pelinck (Assen, 16 februari 1854 – aldaar, 30 maart 1937) was een Nederlands jurist en politicus.

## Leven en werk
Pelinck was een lid van de familie Pelinck en een zoon van mr. Hendrik Pelinck (1826-1904), advocaat en procureur in Assen, lid Gedeputeerde Staten van Drenthe en van Zwanida Hermanna Oortwijn (1830-1905). Hij bezocht het gymnasium in Assen en studeerde rechten aan de Leidse universiteit. In 1879 promoveerde hij op zijn proefschrift Geschiedenis van het huwelijksgoederenrecht in Drenthe. Hij vestigde zich als advocaat en procureur in Assen. Hij werd in 1881 ambtenaar bij het Openbaar Ministerie in Amsterdam. In 1887 werd hij rechter bij de rechtbank Winschoten en vanaf 1893 bij de rechtbank Assen.
Pelinck werd in 1894 lid van de Provinciale Staten van Drenthe en was van 1907 tot 1914 een van de Liberale leden van de Eerste Kamer der Staten-Generaal. Hij was daarnaast vicepresident (1909-1914) en president (1914-1919) van de arrondissementsrechtbank van Assen. Hij werd in 1913 benoemd tot ridder in de Orde van de Nederlandse Leeuw.
Pelinck huwde niet. Hij overleed op 83-jarige leeftijd in zijn woonplaats Assen en werd begraven op de Noorderbegraafplaats.
- Biografisch Portaal: 55516392
- International Standard Name Identifier: 0000 0003 8767 0199
- Nederlandse Thesaurus van Auteursnamen: 149297017
- Parlement.com: vg09ll4acqzo
- Virtual International Authority File: 280630336
- WorldCat: E39PBJjhCHdxmCMXQ6QhqKTGpP